# Чижик Євген Анатолійович
Євген Анатолійович Чижик (нар. 28 грудня 1958) — радянський футболіст, захисник та нападник.

## Життєпис
Вихованець ДЮСШ «Електрон» (Ромни). Дорослу кар'єру починав в сумському «Фрунзенці».
У 1977 році разом з калузьким «Локомотивом» виграв чемпіонат РРФСР, за що отримав звання Майстра спорту СРСР. Провів сім матчів у Вищій лізі радянського футболу — 2 за «Локомотив» (Москва) і 5 — за «Дніпро».
Завершив кар'єру гравця в 1994 році в складі «Таврії» з Новотроїцького. Проживає в Дніпрі.